# Nagy István (politikus, 1954)
Nagy István (Budapest, 1954. január 1. –) felsőfokú számítógép programozó, fideszes parlamenti képviselő, Újpest szociális alpolgármestere.

## Életrajza
Alap- és középfokú tanulmányai után, 1974-ben felsőfokú számítógép-programozói oklevelet szerzett. 1974-től a Magyar Állami Eötvös Loránd Geofizikai Intézetben a Geoelektromos Matematikai Csoport számítástechnikai munkatársa, számítógépközpont vezetője volt. 1981-ben polgárjogi társaságot, 1982-ben gazdasági munkaközösséget alapított, amit 1981 és 2001 között vezetett is.
1995-ben a Fővárosi Munkaügyi tanács tagja, a Közhasznú Albizottság elnöke lett. 2001-2002-ben a Gazdasági Minisztérium Lakáspolitikai Munkacsoportjának tagja volt.
Alapító tagja az Újpestért Egyesületnek, az Újpesti Közművelődési Körnek, az Újpesti Polgárokért Mentő- és Védegyletnek és az Ister Kulturális Egyesületnek. A Polgári Újpestért Alapítvány kuratóriumi tagja.
2001-ben az egészségügyi miniszter Pro Sanitate kitüntetésben részesítette. Házas, egy lánya és két fia van.

## Közéleti tevékenység

### Fidesz
1990-ben az Újpesti Fidesz egyik alapító tagja volt. Tagja volt a Fidesz budapesti és országos választmánynak is, jelenleg regionális igazgató.

### Újpesti Önkormányzat
1990 óta folyamatosan részt vesz az Újpesti Önkormányzat munkájában, hétszer választották meg alpolgármesternek (1992, 1997, 2002, 2006,2010,2014). Feladatköre a népjóléti, szociális és lakásügyek irányítása. 1990-1992, valamint 1995-1997 között az Önkormányzat Népjóléti és Lakásügyi Bizottságának elnöke volt.

### Fővárosi Önkormányzat
1995-2002 között a Fővárosi Önkormányzat Foglalkoztatáspolitikai Bizottságának tagja volt.

### Országgyűlés
1998-ban országgyűlési listás képviselőjelölt volt, de nem szerzett mandátumot. A 2006-os országgyűlési választáson, országos listán szerzett mandátumot. A 2010-es országgyűlési választáson pártja budapesti listájáról jutott be a törvényhozásba. 2006. május 30-a óta a foglalkoztatási és munkaügyi bizottság tagja, mely posztját az új parlamentben is megtarthatta.

## Külső hivatkozások
- Az Újpesti Fidesz szervezet honlapja
- Adatlapja az Országgyűlés honlapján